# Bob Paisley
Robert Paisley OBE (n. 23 ianuarie 1919, Hetton-le-Hole, Anglia, Regatul Unit al Marii Britanii și Irlandei – d. 14 februarie 1996, Liverpool, Anglia, Regatul Unit) a fost un fotbalist și antrenor de fotbal englez, care a petrecut mai mult de 50 de ani la Liverpool F.C. ca fundaș-dreapta, fizioterapeut, și antrenor. Timpul petrecut și onorurile obținute la Liverpool ca antrenor, au făcut ca Bob Paisley să fie considerat unul din cei mai mari antrenori de fotbal din toate timpurile, și el este până în prezent, unul din cei doi oameni, alături de Zinedine Zidane, care a câștigat trei Cupe ale Campionilor Europeni cu aceeași echipă.

## Statisticile carierei
| Echipa    | De la          | Până la     | Meciuri | V   | R   | Î  | Victorii % |
| --------- | -------------- | ----------- | ------- | --- | --- | -- | ---------- |
| Liverpool | 26 august 1974 | 23 mai 1983 | 535     | 308 | 132 | 96 | 57.57%     |

## Palmares

### Ca jucător
Liverpool
- Football League First Division (1): 1946–47

### Ca antrenor
Liverpool
- Football League First Division (6): 1975–1976, 1976–1977, 1978–1979, 1979–1980, 1981–1982, 1982–1983
- League Cup (3): 1980–1981, 1981–1982, 1982–1983
- FA Charity Shield (6): 1974, 1976, 1977, 1979, 1980, 1982
- Cupa Campionilor Europeni (3): 1976–1977, 1977–1978, 1980–1981
- Cupa UEFA (1): 1975–1976
- Supercupa Europei (1): 1977

### Individual
- Ofițer al Ordinul Imperiului Britanic (1): 1983
- Inaugural Inductee to the English Football Hall of Fame (1): 2002
- Antrenorul anului (6): 1975–76, 1976–77, 1978–79, 1979–80, 1981–82, 1982–83

## Vezi și
- Lista antrenorilor care au câștigat Cupa Campionilor Europeni sau Liga Campionilor UEFA
- Lista antrenorilor care au câștigat Cupa UEFA sau UEFA Europa League

## Legături externe
- Bob Paisley website Arhivat în 20 ianuarie 2011, la Wayback Machine.
- Liverpool FC official profile
- English Football Hall of Fame Profile Arhivat în 15 mai 2006, la Wayback Machine.
- Bob Paisley profile and related articles at LFC Online